# Chulucanas
Chulucanas ist eine Stadt in Peru mit etwa 40.000 Einwohnern (40.867 bei der Volkszählung 2017). Im Jahr 2007 lag die Einwohnerzahl noch bei 36.613. Die Stadt ist Sitz des gleichnamigen Bistums.

## Geografie
Die Stadt Chulucanas liegt im Nordwesten des südamerikanischen Landes in der Region Piura und ist Hauptstadt der Provinz Morropón. Sie liegt im Distrikt Chulucanas.
Die 92 m ü. d. Meeresspiegel gelegene Stadt befindet sich gut 100 km von der Pazifikküste und wenige Kilometer vom Westrand der peruanischen Westkordillere der Anden entfernt. Der Fluss Río Ñacara mündet bei Chulucanas in den Río Piura.